# الکساندر ولکوف (بازیکن فوتبال، زاده ۱۹۶۱)
الکساندر ولکوف (اوکراینی: Олександр Миколайович Волков؛ زادهٔ ۱۰ فوریهٔ ۱۹۶۱) بازیکن فوتبال اهل اتحاد جماهیر شوروی سوسیالیستی است.
از باشگاه‌هایی که در آن بازی کرده‌است می‌توان به باشگاه فوتبال ماریوپول اشاره کرد.